# Pisogne
Pisogne est une commune italienne de la province de Brescia, dans la région Lombardie.
Elle est jumelée avec la commune de Poisy, en Haute-Savoie, depuis le 23 juin 2018.

## Culture
Le principal centre d'intérêt culturel est l'église  Santa Maria della Neve et les fresques de Il Romanino.

## Administration
| Période                                  | Période | Identité | Étiquette | Qualité |
| ---------------------------------------- | ------- | -------- | --------- | ------- |
|                                          |         |          |           |         |
| Les données manquantes sont à compléter. |         |          |           |         |

### Hameaux
Fraine, Gratacasolo, Grignaghe, Palot, Sonvico, Siniga, Toline

### Communes limitrophes
Artogne, Castro (Bergame), Costa Volpino, Lovere, Marone, Pezzaze, Pian Camuno, Riva di Solto, Solto Collina, Tavernole sul Mella, Zone.